# Yatsenko I-28
Le Yatsenko I-28 est un chasseur monoplan, de construction mixte en bois et métal, conçu à la fin des années 1930. Malgré de très bonnes performances, la production de l'avion s’arrête après cinq exemplaires à la suite d'un accident pendant la phase de test entraînant des retards dans le programme de développement.

## Origine et développements
À la fin des années 1930, Vladimir Yatsenko (ru) propose aux autorités soviétiques un projet de chasseur monoplan. Le projet est accepté en août 1938 et l'ingénieur est personnellement nommé responsable de la production de deux prototypes en octobre de la même année.
Le premier prototype est achevé le 30 avril 1939. Le premier vol a sans doute lieu quelques jours plus tard, après des tests de roulage sur piste. Les tests d'usine se poursuivent jusqu'à la fin du printemps 1939.

## Description
Le Yatsenko I-28 est un avion monoplan dont le fuselage monocoque est composé de tubes d'acier recouverts de contreplaqué. La partie avant du fuselage est de diamètre constant et contient le moteur en étoile, le réservoir d'huile, une partie des réservoirs de carburant et l'armement.
Les deux ailes sont en mouette inversée afin de réduire la longueur des jambes du train d'atterrissage. Les deux jambes principales du train d'atterrissage sont rétractables dans les ailes et disposent d'un capot sur chacune d'elles. La roulette de queue est également rétractable. Les ailes sont également en bois à l'exception des volets en duralumin et en toile. Le cockpit situé derrière les ailes dispose d'une verrière coulissante vers l'arrière.

## Exemplaires et fin du programme

### Premier prototype
Le premier prototype réalise ses vols de qualification du 1er juin au 4 juillet 1939. Il est équipé d'un moteur en étoile Toumanski M-87A de 950 ch. L'avion devait initialement être motorisé par un Toumanski M-90 (en), mais ce moteur est alors encore au stade de la conception. L'armement prévu est composé de deux mitrailleuses Berezin UB de 12,7 mm tirant 300 projectiles et de deux mitrailleuses ShKAS de 7,62 mm avec 1700 balles. Le pilote d'essai Piotr Stefanovski réalise les performances suivantes :
- vitesse maximale au niveau de la mer : 412 km/h
- vitesse maximale à 6 000 m : 545 km/h
- vitesse ascensionnelle : 794 m/min
- plafond : 10 400 m
- poids à charge : 2 660 kg

Le dernier test, un piqué initié à l'altitude de 8 000 m, amène l'avion à la vitesse de 725 km/h. Selon la version officielle, à cette vitesse, le capot moteur s'arrache du fuselage et percute la queue de l'appareil. Une autre source indique que la cause de l'accident serait la rupture de la structure en acier de la queue de l'avion à cause de la charge aérodynamique trop importante. Le pilote d'essai ayant laissé la verrière en position ouverte, il parvient à s'extraire du cockpit et à actionner son parachute.

### Second prototype
Le second prototype est équipé d'un moteur plus puissant, le Toumanski M-88, développant 1 000 ch. Parmi les nombreuses modifications par rapport au premier prototype, on peut noter :
- l'armement : une mitrailleuse ShKAS de 7,62 mm, deux mitrailleuses Berezin UB de 12,7 mm, 4 roquettes de type RS-82 (en) ou jusqu'à 100 kg de bombes disposées sous les ailes ;
- le cockpit disposant d'une verrière ouverte.

Les essais en vol ont lieu en août 1939. Les performances sont sensiblement améliorées :
- vitesse maximale au niveau de la mer : 439 km/h
- vitesse maximale à 6 000 m : 566 km/h
- vitesse ascensionnelle : 820 m/min
- plafond : 10 800 m
- poids à charge : 2 730 kg

### Fin du programme
À la suite des bonnes performances générales du premier prototype, une préproduction de 30 exemplaires est décidée par les autorités soviétiques. L'accident du 4 juillet 1939 entraîne toute une série de retards dans le programme et seuls 5 exemplaires sont achevés en février 1940,. La production est stoppée au profit du I-26 (Yak-1) dont le développement est plus avancé,.